# Anthoine Hubert
Anthoine Hubert (ur. 22 września 1996 w Lyonie, zm. 31 sierpnia 2019 w Stavelot) – francuski kierowca wyścigowy.

## Kariera

### Francuska Formuła 4
Hubert rozpoczął karierę w jednomiejscowych samochodach wyścigowych w 2013 roku od startów we Francuskiej Formule 4, gdzie odniósł pierwszy duży sukces. W ciągu 21 wyścigów, w których wystartował, trzynastokrotnie stawał na podium, w tym jedenastokrotnie na jego najwyższym stopniu. Dorobek 365 punktów pozwolił mu pokonać wszystkich rywali. Zdobył tytuł mistrza serii.

### Formuła Renault 2.0
Na sezon 2014 Francuz podpisał kontrakt z francuską ekipą Tech 1 Racing na starty w Europejskim Pucharze Formuły Renault 2.0 oraz w Alpejskiej Formule Renault 2.0. W edycji europejskiej w ciągu czternastu wyścigów, w których wystartował, uzbierał łącznie 30 punktów. Dało mu to piętnaste miejsce w końcowej klasyfikacji kierowców. W serii alpejskiej jego wyniki nie były zaliczane do klasyfikacji generalnej.
Zmarł w wyniku wypadku, do którego doszło podczas wyścigu Formuły 2 na torze Circuit de Spa-Francorchamps w Stavelot w Belgii 31 sierpnia 2019 roku.

## Wyniki

### Podsumowanie
| Sezon | Seria                                 | Zespół                | Wyścigi | Zwycięstwa | PP | NO | Podium | Punkty | Pozycja |
| ----- | ------------------------------------- | --------------------- | ------- | ---------- | -- | -- | ------ | ------ | ------- |
| 2013  | Francuska Formuła 4                   |                       | 21      | 11         | 10 | 8  | 13     | 365    | 1       |
| 2014  | Europejski Puchar Formuły Renault 2.0 | Tech 1 Racing         | 14      | 0          | 0  | 0  | 0      | 30     | 15      |
| 2014  | Alpejska Formuła Renault 2.0          | Tech 1 Racing         | 6       | 0          | 0  | 0  | 0      | 0      | NS†     |
| 2015  | Europejski Puchar Formuły Renault 2.0 | Tech 1 Racing         | 17      | 2          | 2  | 2  | 7      | 172    | 5       |
| 2015  | Alpejska Formuła Renault 2.0          | Tech 1 Racing         | 6       | 4          | 4  | 3  | 6      | 0      | NS†     |
| 2016  | Europejska Formuła 3                  | Van Amersfoort Racing | 30      | 1          | 1  | 0  | 3      | 160    | 8       |
| 2016  | Masters of Formula 3                  | Van Amersfoort Racing | 2       | 0          | 0  | 0  | 0      | N/A    | 7       |
| 2016  | Grand Prix Makau                      | Van Amersfoort Racing | 2       | 0          | 0  | 0  | 0      | N/A    | 13      |

† – Hubert nie był zaliczany do klasyfikacji.